# George Gilder
George Gilder (New York, 29 novembre 1939) è uno scrittore, filosofo e futurologo statunitense, libertario di destra. Redattore capo del Gilder Technology Report e presidente della Gilder Publishing LLC.

## Biografia
Gilder frequenta l'accademia Exeter e l'Università Harvard, dove lavora sotto la supervisione di Henry Kissinger. Dopo la laurea intraprende la carriera di docente di scienze politiche contribuendo ai discorsi di diversi personaggi quali Richard Nixon e Nelson Rockefeller. Negli anni settanta diventa ricercatore e scrittore di libri di economia, specializzandosi sulle cause della povertà e contribuendo ad articoli per prestigiosi forum e riviste economiche come Forbes e il Wall Street Journal. Dagli anni ottanta la sua attenzione si rivolge alle questioni delle telecomunicazioni, e Gilder diventa uno dei più rispettati opinionisti sul futuro delle telecomunicazioni, la sua consulenza viene spesso richiesta anche dal senato degli Stati Uniti e altre organizzazioni internazionali. Oggi Gilder, oltre a scrivere per ASAP (la rivista di Forbes dedicata al high-tech), è anche docente presso il Discovery Institute di Seattle. Gilder è un autore prolifico di numerosi articoli su argomenti di varia natura, da questioni socio-economiche a previsioni sul futuro della tecnologia e delle telecomunicazioni. Nel 2000 pubblica il libro Telecosm: How Infinite Broadband will revolutionise our world, dove vengono raccolti i suoi pensieri e le sue previsioni sul futuro delle telecomunicazioni e dove viene enunciata la "Legge di Gilder".
Gilder è stato uno dei fondatori del Discovery Institute ed è uno dei massimi sostenitori del movimento del disegno intelligente.

## Opere
- (con Bruce Chapman) The Party That Lost Its Head Alfred A. Knopf; 1st edition (1966)
- Sexual Suicide (1973)
- Naked Nomads: Unmarried Men in America (1974)
- Visible Man: A True Story of Post-Racist America (1978)
- Wealth and Poverty (1981)
- Men and Marriage (1986)
- Life After Television (1990)
- Microcosm: The Quantum Revolution In Economics And Technology (1989)
- Recapturing the Spirit of Enterprise
- Telecosm: The World After Bandwidth Abundance (2000)
- The Meaning of the Microcosm
- The Silicon Eye: How a Silicon Valley Company Aims to Make All Current Computers, Cameras, and Cell Phones Obsolete (2005)
- The Silicon Eye: Microchip Swashbucklers and the Future of High-Tech Innovation (2006)
- The Israel Test (2009)
- Foreword to The Theology of Welfare
- The Scandal of Money (2016)
- George F. Gilder, Silicon Israel – How market capitalism saved the Jewish state, in City Journal, Summer 2009. URL consultato il 29 dicembre 2016 (archiviato dall'url originale il 5 agosto 2011).
- George F. Gilder, The suicide of the sexes, in Harper's, luglio 1973.
- George F. Gilder, Erect in utopia, in Harper's, luglio 1975.
- George F. Gilder, Prometheus bound, in Harper's, settembre 1978.
- George F. Gilder, The make-work economy, in Harper's, novembre 1979.
- Edward Luttwak, Kevin P. Phillips, Peter Marin, James Chace, Frances FitzGerald, George F. Gilder e Paul M. Kennedy, What are the consequences of Vietnam?, in Harper's, aprile 1985.
- Edward Luttwak, Robert B. Reich, Ronald Blackwell, Albert J. (Albert John) Dunlap e George F. Gilder, Does America still work?, in Harper's, maggio 1996.
- George Gilder, Computer Industry, in David R. Henderson (ed.) (a cura di), Concise Encyclopedia of Economics, 1st, Library of Economics and Liberty, 2002. OCLC 317650570, 50016270 e 163149563